# Gafarró dels Kipengere
El gafarró dels Kipengere (Crithagra melanochroa) és un ocell de la família dels fringíl·lids (Fringillidae).

## Hàbitat i distribució
Habita boscos i clarianes del sud-oest de Tanzània, a les munyanyes Kipengere.